# Хапоэль (футбольный клуб, Акко)
«Хапоэль» — израильский футбольный клуб из Акко. В настоящий момент участник Премьер-Лиги Израиля. Играет на стадионе «Муниципальный». По итогам сезона 2016/17 команда вернулась в Лигу ха-Аль после годичного пребывания в Лиге Леумит.

## История
Основан в 1946 году. До 1970-х годов играл исключительно в низших лигах Израиля. В 1973-74 году получили возможность побороться за выход в высший дивизион (ныне Лига Леумит) в матчах плей-офф второго дивизиона (ныне Лиги Алеф). Правда, шанс упустили. Летом 1974 года Лига Арцит стала второй по значимости, отодвинув Лигу Алеф на третье место. В 1975-76 году Хапоэль занял вторую строчку в новой лиге и получил первую в своей истории путевку в высшую лигу. В первом сезоне в высшем дивизионе заняли 11-е место, а в следующем сезоне одержав всего две победы вылетели из него.
В 1990-х клуб вылетел в Лигу Алеф, и лишь в сезоне 98/99 смогли вновь вернуться в Лигу Арцит, которая в связи с созданием Премьер-Лиги стала третьей по значимости. В сезоне 2003/04 заняв второе место команда поднялась на ранг выше в Лигу Леумит. А в сезоне 2005/06 клуб выиграл своей первый трофей. Им стал кубок второго дивизиона — Тото. В финале этого кубка Хапоэль Акко обыграл Хапоэль Беэр-Шева в серии пенальти 5:3.
В 2009 году клуб завоевал путевку в Премьер-Лигу.

## Достижения
- Участник чемпионата Израиля в высшем дивизионе в сезонах 1976-77, 1977-78, 2009—2015 и 2017 годов.
- Победитель Кубка Тото Национальной лиги 2006 года.

## Известные игроки
- Арафат Джако